# Caulophacus
Genre
Caulophacus est un genre d'éponges de verre de la famille des Rossellidae.

## Liste des espèces
Selon World Register of Marine Species (25 septembre 2015) :
- sous-genre Caulophacus (Caulodiscus) Ijima, 1927
  - Caulophacus brandtae Janussen, Tabachnick & Tendal, 2004
  - Caulophacus lotifolium Ijima, 1903
  - Caulophacus onychohexactinus Tabachnick & Lévi, 2004
  - Caulophacus polyspicula Tabachnick, 1990
  - Caulophacus valdiviae Schulze, 1904
- sous-genre Caulophacus (Caulophacella) Lendenfeld, 1915
  - Caulophacus tenuis Lendenfeld, 1915
- sous-genre Caulophacus (Caulophacus) Schulze, 1886
  - Caulophacus abyssalis Tabachnick, 1990
  - Caulophacus adakensis Reiswig & Stone, 2013
  - Caulophacus agassizi Schulze, 1899
  - Caulophacus antarcticus Schulze & Kirkpatrick, 1910
  - Caulophacus arcticus (Hansen, 1885)
  - Caulophacus basispinosus Lévi, 1964
  - Caulophacus chilensis Reiswig & Araya, 2014
  - Caulophacus cyanae Boury-Esnault & De Vos, 1988
  - Caulophacus discohexactinus Janussen, Tabachnick & Tendal, 2004
  - Caulophacus discohexaster Tabachnick & Lévi, 2004
  - Caulophacus elegans Schulze, 1886
  - Caulophacus galatheae Lévi, 1964
  - Caulophacus hadalis Lévi, 1964
  - Caulophacus instabilis Topsent, 1910
  - Caulophacus latus Schulze, 1886
  - Caulophacus oviformis (Schulze, 1886)
  - Caulophacus pipetta (Schulze, 1886)
  - Caulophacus schulzei Wilson, 1904
  - Caulophacus scotiae Topsent, 1910
  - Caulophacus variens Tabachnick, 1988
- sous-genre Caulophacus (Oxydiscus) Janussen, Tabachnick & Tendal, 2004
  - Caulophacus weddelli Janussen, Tabachnick & Tendal, 2004